# Acer nordenskioeldii
Acer nordenskioeldii é uma espécie de árvore do gênero Acer, pertencente à família Aceraceae.